# Complex captador de llum
Un complex captador de llum és un complex de subunitats de proteïnes que pot formar part d'un supercomplex més gran d'un fotosistema, la unitat funcional en la fotosíntesi. Es fa servir per les plantes i bacteris fotosintètics per capturar més llum incident que la que podrien capturar només amb el centre de reacció fotosintètic. Els complexos captadors de llum es troben en una gran varietat d'espècies fotosintètiques. Els complexos consten de proteïnes i pigments fotosintètics i envolten un centre de reacció fotosintètica per concentrar energia, obtinguda dels fotons absorbits pel pigment, cap al centre de reacció usant transferència d'energia de ressonància de Förster.
Les clorofil·les i els carotenoides són importants en els complexos captadors de llum presents en les plantes.

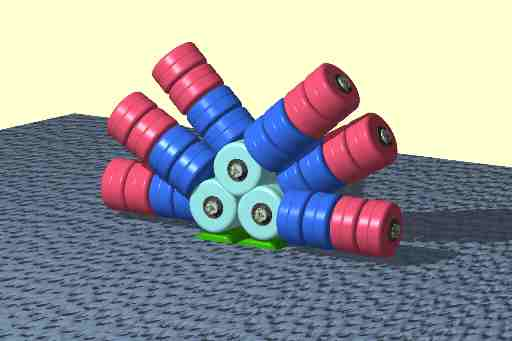
Estructura d'un ficobilisoma.